# Maia Challenger 2019
Il Maia Challenger 2019 è stato un torneo di tennis facente parte della categoria ATP Challenger Tour nell'ambito dell'ATP Challenger Tour 2019. È stata la 5ª edizione del torneo dopo il ripristino, che si è giocata a Maia in Portogallo dal 18 al 24 novembre 2019 su campi in terra rossa indoor con un montepremi di €46,600.

## Partecipanti singolare

### Teste di serie
| Nazionalità | Giocatore                | Ranking* | Testa di serie |
| ----------- | ------------------------ | -------- | -------------- |
| Slovacchia  | Andrej Martin            | 110      | 1              |
| Italia      | Thomas Fabbiano          | 117      | 2              |
| Italia      | Paolo Lorenzi            | 118      | 3              |
| Italia      | Gianluca Mager           | 119      | 4              |
| Ungheria    | Attila Balázs            | 121      | 5              |
| Canada      | Steven Diez              | 136      | 6              |
| Spagna      | Guillermo García López   | 145      | 7              |
| Portogallo  | Pedro Sousa              | 146      | 8              |
| Serbia      | Nikola Milojević         | 160      | 9              |
| Slovacchia  | Jozef Kovalík            | 167      | 10             |
| Portogallo  | Frederico Ferreira Silva | 174      | 11             |
| Stati Uniti | Maxime Cressy            | 179      | 12             |
| Italia      | Roberto Marcora          | 183      | 13             |
| Portogallo  | João Domingues           | 185      | 14             |
| Egitto      | Mohamed Safwat           | 203      | 15             |
| Italia      | Filippo Baldi            | 211      | 16             |

- Ranking all'11 novembre 2019.

### Altri partecipanti
Giocatori che hanno ricevuto una wild card:
- Nuno Borges
- Francisco Cabral
- Tiago Cação
- Luís Faria
- João Monteiro

Giocatori che sono passati dalle qualificazioni:
- Fabrizio Ornago
- Andrea Vavassori

Giocatori che sono entrati come lucky loser:
- Fábio Coelho
- Maxime Hamou

## Vincitori

### Singolare
Jozef Kovalík ha battuto in finale  Constant Lestienne con il punteggio di 6–0, 6–4.

### Doppio
Andre Begemann e  Daniel Masur hanno battuto in finale  Guillermo García López e  David Vega Hernández con il punteggio di 7–6(2), 6–4.